# Jean Margéot
Jean Margéot (ur. 3 lutego 1916 w Quatre Bornes, zm. 17 lipca 2009 w Bonne-Terre, Vacoas), duchowny katolicki Mauritiusa, biskup Port Louis, kardynał.

## Życiorys
Studiował w seminarium w Port-Louis, przyjął święcenia kapłańskie 17 grudnia 1938 w Rzymie. Kontynuował studia na Papieskim Uniwersytecie Gregoriańskim w Rzymie. Po powrocie na Mauritius pracował jako duszpasterz w diecezji Port Louis, przez pewien czas pełnił funkcję administratora diecezji, kierował diecezjalnymi organizacjami i instytucjami religijnymi i edukacyjnymi (m.in. Legionem Maryi i Akcją Rodzin). Zajmował się kształceniem księży z Mauritiusa. Otrzymał tytuł honorowego prałata domowego Jego Świątobliwości (19 września 1956). W latach 1956–1968 był wikariuszem generalnym diecezji, a od 1968 - po rezygnacji biskupa Daniela Listona (pochodzącego z Irlandii) - wikariuszem kapitulnym. 6 lutego 1969 został mianowany biskupem Port Louis.
Odebrał sakrę biskupią 4 maja 1969 w Port Louis z rąk arcybiskupa Paolo Mosconiego, nuncjusza na Madagaskarze. Brał udział w sesjach Światowego Synodu Biskupów w Watykanie, w latach 1986–1989 stał na czele Konferencji Episkopatów Oceanu Indyjskiego. W czerwcu 1988 Jan Paweł II mianował go kardynałem, nadając tytuł prezbitera S. Gabriele Arcangele all'Acque Traversa. W lutym 1993 Margéot został zwolniony z obowiązków ordynariusza Port Louis ze względu na osiągnięcie wieku emerytalnego; wraz z ukończeniem 80 lat (luty 1996) utracił również prawo udziału w konklawe.
W maju 1994 był specjalnym wysłannikiem Jana Pawła II na obchody 150-lecia ewangelizacji Nowej Kaledonii w Numea.